# Anzin-St. Aubin British Cemetery
Anzin-St. Aubin British Cemetery is een Britse militaire begraafplaats met gesneuvelden uit de Eerste en Tweede Wereldoorlog, gelegen in de Franse gemeente Anzin-Saint-Aubin (departement Pas-de-Calais). 
De begraafplaats werd ontworpen door Reginald Blomfield en ligt aan de Rue du Maréchal Haig op 240 m ten noorden van het centrum (Église du Sacré-Cœur-Jésus). Een graspad van 75 m leidt vanaf de weg tussen de bebouwing naar de begraafplaats. Het terrein heeft een rechthoekig grondplan en wordt omsloten door een bakstenen muur. Het Cross of Sacrifice staat bij de noordelijke muur en een metalen hek tussen witte stenen zuilen sluit de begraafplaats af. De begraafplaats wordt onderhouden door de Commonwealth War Graves Commission.
Er liggen 358 gesneuvelden uit de Eerste en vier uit de Tweede Wereldoorlog begraven.  

## Geschiedenis
De begraafplaats werd begin april 1917 door de 51st (Highland) Division aangelegd en bleef tot in de herfst van dat jaar door artillerie-eenheden en veldhospitalen gebruikt. Daarna werd ze gebruikt door de 30th en de 57th Casualty Clearing Stations. De 51st Division kwam er in april 1918 terug en in september werd ze gesloten. In 1922 werden hier nog drie Indische cavaleristen bijgezet die vanuit de Anzin-St. Aubin French Military Cemetery werden overgebracht.
Tijdens de Tweede Wereldoorlog werden nog vier soldaten van de British Expeditionary Force begraven die omkwamen tussen oktober 1939 en april 1940 .
Er liggen nu 294 Britten, 63 Canadezen en 4 Indiërs begraven.

### Onderscheiden militairen
- John Edouard Marsden Bromley, majoor bij de Royal Field Artillery werd onderscheiden met de Distinguished Service Order (DSO).
- J.S. Wallace, majoor bij het Royal Army Medical Corps werd tweemaal onderscheiden met het Military Cross (MC and Bar).
- kapitein J.C. Rae en onderluitenant John McFarlane, beiden dienend bij de Royal Field Artillery werden onderscheiden met het Military Cross (MC).
- de sergeanten F.J. Harrison, C. Campbell en Frederick James Lewis, korporaal John Richard Long, kanonnier J.F. Hibbert, schutter R. Butcher en soldaat A.E. Austin werden onderscheiden met de Military Medal (MM).

### Minderjarige militairen
- kanonnier Tom Partridge (Royal Field Artillery) en soldaat A. Benoit (Canadian Infantry) waren 17 jaar toen ze sneuvelden